# Songs of Love and Hate
Songs of Love and Hate je třetí studiové album kanadského písničkáře Leonarda Cohena, vydané v březnu 1971 u vydavatelství Columbia Records. Nahráno bylo od 22. do 26. září 1970 v Columbia Studios v Nashville. Píseň „Sing Another Song, Boys“ byla nahrána při koncertě na festivalu Isle of Wight Festival dne 30. srpna 1970. V žebříčku Billboard 200 se album umístilo nejlépe na 145. příčce.

## Seznam skladeb
Autorem všech skladeb je Leonard Cohen.
| Pořadí | Název                       | Délka |
| ------ | --------------------------- | ----- |
| 1.     | Avalanche                   | 5:07  |
| 2.     | Last Year's Man             | 6:02  |
| 3.     | Dress Rehearsal Rag         | 6:12  |
| 4.     | Diamonds in the Mine        | 3:52  |
| 5.     | Love Calls You by Your Name | 5:44  |
| 6.     | Famous Blue Raincoat        | 5:15  |
| 7.     | Sing Another Song, Boys     | 6:17  |
| 8.     | Joan of Arc                 | 6:29  |

## Obsazení
- Leonard Cohen – zpěv, kytara
- Ron Cornelius – kytara
- Charlie Daniels – kytara, baskytara, housle
- Elkin „Bubba“ Fowler – kytara, banjo, baskytara
- Bob Johnston – klavír
- Corlynn Hanney – zpěv
- Susan Mussmano – vocals
- The Corona Academy – dětské hlasy
- Michael Sahl – smyčcové nástroje
- Paul Buckmaster – aranžmá